# Патріс Брізбуа
Патріс Брізбуа (фр. Patrice Brisebois; 27 січня 1971, м. Монреаль, Канада) — канадський хокеїст, захисник.
Володар Кубка Стенлі. Провів понад тисячу матчів у Національній хокейній лізі.

## Ігрова кар'єра
На юніорському та молодіжному рівні виступав за «Лаваль Тайтен», «Драммонвіль Волтіжерс» (обидва ГЮХЛК) та «Федеріктон Канадієнс» (АХЛ).
1989 року був обраний на драфті НХЛ під 30-м загальним номером командою «Монреаль Канадієнс». 
Протягом професійної клубної ігрової кар'єри, що тривала 19 років, захищав кольори команд «Монреаль Канадієнс», «Колорадо Аваланч» та «Клотен Флаєрс» (під час локауту).
Свій 1000-й матч у НХЛ провів за «Монреаль Канадієнс» на «Белл-центр» 14 березня 2009 проти «Нью-Джерсі Девілс».
Загалом провів 1107 матчів у НХЛ, включаючи 98 ігор плей-оф Кубка Стенлі.
У складі молодіжної збірної Канади учасник чемпіонатів світу 1990 і 1991.

## Досягнення
- Переможець молодіжного чемпіонату світу — 1991.
- Володар Кубка Стенлі у складі «Монреаль Канадієнс» — 1993.

## Кар'єра автогонщика
Після завершення хокейної кар'єри Патріс продовжив спортивне життя але цього разу як автогонщик у формулі NASCAR Canada.
Брізбуа виступав у серії NASCAR до літа 2015 року, найвище його досягнення 12-е місце.

## Статистика

### Клубні виступи
| Сезон        | Клуб                    | Ліга         | Регулярний сезон | Регулярний сезон | Регулярний сезон | Регулярний сезон | Регулярний сезон | Плей-оф | Плей-оф | Плей-оф | Плей-оф | Плей-оф |
| Сезон        | Клуб                    | Ліга         | І                | Г                | П                | О                | ШХ               | І       | Г       | П       | О       | ШХ      |
| ------------ | ----------------------- | ------------ | ---------------- | ---------------- | ---------------- | ---------------- | ---------------- | ------- | ------- | ------- | ------- | ------- |
| 1986–87      | «Монреаль-Борасса»      | QMAAA        | 39               | 16               | 20               | 36               | 66               | —       | —       | —       | —       | —       |
| 1987–88      | «Лаваль Тайтен»         | ГЮХЛК        | 48               | 10               | 34               | 44               | 95               | 6       | 0       | 2       | 2       | 2       |
| 1988–89      | «Лаваль Тайтен»         | ГЮХЛК        | 50               | 20               | 45               | 65               | 95               | 17      | 8       | 14      | 22      | 45      |
| 1988–89      | «Лаваль Тайтен»         | МК           | —                | —                | —                | —                | —                | 4       | 2       | 2       | 4       | 6       |
| 1989–90      | «Лаваль Тайтен»         | ГЮХЛК        | 56               | 18               | 70               | 88               | 108              | 13      | 7       | 9       | 18      | 26      |
| 1989–90      | «Лаваль Тайтен»         | МК           | —                | —                | —                | —                | —                | 4       | 0       | 4       | 4       | 6       |
| 1990–91      | «Драммонвіль Волтіжерс» | ГЮХЛК        | 54               | 17               | 44               | 61               | 72               | 14      | 6       | 18      | 24      | 49      |
| 1990–91      | «Драммонвіль Волтіжерс» | МК           | —                | —                | —                | —                | —                | 5       | 2       | 1       | 3       | 10      |
| 1990–91      | «Монреаль Канадієнс»    | НХЛ          | 10               | 0                | 2                | 2                | 4                | —       | —       | —       | —       | —       |
| 1991–92      | «Федеріктон Канадієнс»  | АХЛ          | 53               | 12               | 27               | 39               | 51               | —       | —       | —       | —       | —       |
| 1991–92      | «Монреаль Канадієнс»    | НХЛ          | 26               | 2                | 8                | 10               | 20               | 11      | 2       | 4       | 6       | 6       |
| 1992–93      | «Монреаль Канадієнс»    | НХЛ          | 70               | 10               | 21               | 31               | 79               | 20      | 0       | 4       | 4       | 18      |
| 1993–94      | «Монреаль Канадієнс»    | НХЛ          | 53               | 2                | 21               | 23               | 63               | 7       | 0       | 4       | 4       | 6       |
| 1994–95      | «Монреаль Канадієнс»    | НХЛ          | 35               | 4                | 8                | 12               | 26               | —       | —       | —       | —       | —       |
| 1995–96      | «Монреаль Канадієнс»    | НХЛ          | 69               | 9                | 27               | 36               | 65               | 6       | 1       | 2       | 3       | 6       |
| 1996–97      | «Монреаль Канадієнс»    | НХЛ          | 49               | 2                | 13               | 15               | 24               | 3       | 1       | 1       | 2       | 24      |
| 1997–98      | «Монреаль Канадієнс»    | НХЛ          | 79               | 10               | 27               | 37               | 67               | 10      | 1       | 0       | 1       | 0       |
| 1998–99      | «Монреаль Канадієнс»    | НХЛ          | 54               | 3                | 9                | 12               | 28               | —       | —       | —       | —       | —       |
| 1999–2000    | «Монреаль Канадієнс»    | НХЛ          | 54               | 10               | 25               | 35               | 18               | —       | —       | —       | —       | —       |
| 2000–01      | «Монреаль Канадієнс»    | НХЛ          | 77               | 15               | 21               | 36               | 28               | —       | —       | —       | —       | —       |
| 2001–02      | «Монреаль Канадієнс»    | НХЛ          | 71               | 4                | 29               | 33               | 25               | 10      | 1       | 1       | 2       | 2       |
| 2002–03      | «Монреаль Канадієнс»    | НХЛ          | 73               | 4                | 25               | 29               | 32               | —       | —       | —       | —       | —       |
| 2003–04      | «Монреаль Канадієнс»    | НХЛ          | 71               | 4                | 27               | 31               | 22               | 11      | 2       | 1       | 3       | 4       |
| 2004–05      | «Клотен Флаєрс»         | НЛА          | 10               | 3                | 1                | 4                | 2                | —       | —       | —       | —       | —       |
| 2005–06      | «Колорадо Аваланч»      | НХЛ          | 80               | 10               | 28               | 38               | 55               | 9       | 0       | 1       | 1       | 4       |
| 2006–07      | «Колорадо Аваланч»      | НХЛ          | 33               | 1                | 10               | 11               | 22               | —       | —       | —       | —       | —       |
| 2007–08      | «Монреаль Канадієнс»    | НХЛ          | 43               | 3                | 8                | 11               | 26               | 10      | 1       | 5       | 6       | 6       |
| 2008–09      | «Монреаль Канадієнс»    | НХЛ          | 62               | 5                | 13               | 18               | 19               | 1       | 0       | 0       | 0       | 0       |
| Усього в НХЛ | Усього в НХЛ            | Усього в НХЛ | 1009             | 98               | 322              | 420              | 623              | 98      | 9       | 23      | 32      | 76      |

### Збірна
| Рік              | Команда          | Турнір           | Місце            | І  | Г | П | О  | ШХ |
| ---------------- | ---------------- | ---------------- | ---------------- | -- | - | - | -- | -- |
| 1990             | Канада           | МЧС              | 1                | 7  | 2 | 2 | 4  | 6  |
| 1991             | Канада           | МЧС              | 1                | 7  | 1 | 6 | 7  | 2  |
| Молодіжна збірна | Молодіжна збірна | Молодіжна збірна | Молодіжна збірна | 14 | 3 | 8 | 11 | 8  |